# Nabokoïta
La nabokoïta és un mineral de la classe dels sulfats. Rep el seu nom en honor de Sofia Naboko (1909-), de l'institut de vulcanologia i sismologia de Petropàvlovsk-Kamtxatski, a Rússia. Naboko va ser una investigadora dels processos postvolcànics de Kamtxatka i va recollir les primeres mostres del mineral.

## Característiques
La nabokoïta és un sulfat de fórmula química Cu₇Te4+O₄(SO₄)₅·KCl. Va ser aprovada com a espècie vàlida per l'Associació Mineralògica Internacional l'any 1985. Cristal·litza en el sistema tetragonal. La seva duresa a l'escala de Mohs és 2,5. Forma una sèrie de solució sòlida amb l'atlasovita.
Segons la classificació de Nickel-Strunz, la nabokoïta pertany a «07.BC: sulfats (selenats, etc.), amb anions addicionals, sense H₂O, amb cations de mida mitjana i gran», juntament amb els minerals següents: d'ansita, alunita, amonioalunita, amoniojarosita, argentojarosita, beaverita-(Cu), dorallcharita, huangita, hidroniojarosita, jarosita, natroalunita-2c, natroalunita, natrojarosita, osarizawaïta, plumbojarosita, schlossmacherita, walthierita, beaverita-(Zn), ye'elimita, atlasovita, clorotionita, euclorina, fedotovita, kamchatkita, piypita, klyuchevskita, alumoklyuchevskita, caledonita, wherryita, mammothita, linarita, schmiederita, munakataïta, chenita, krivovichevita i anhidrocaïnita.

## Formació i jaciments
Va ser descoberta a la fumarola Iadovítaia, situada al segon con d'escòria de l'avanç nord produït a la "Gran erupció fissural" del volcà Tolbàtxik, a l'óblast de Kamtxatka (Rússia). Es tracta de l'únic indret on ha estat trobada aquesta espècie mineral.